# Heterophysa rhadama
Heterophysa rhadama là một loài bướm đêm trong họ Noctuidae.